# Massimo Codevilla
Massimo Codevilla (Tortona, 14 novembre 1962) è un ex cestista italiano originario di Volpedo.

## Carriera
Ha giocato in Serie A1 e Serie A2 debuttando con il Basket Mestre nel 1981-82 e giocando poi 4 anni nelle serie inferiori. Dal 1986 ha giocato a Desio fino al 1990, poi due stagioni a Forlì (A1) e l'ultima ad Arese con la Teorematour Milano nel 1992-93. In totale ha giocato 8 stagioni in serie A, delle quali 5 in serie A1. È stato allenatore del Bariano Basket con il quale ha vinto campionato Under-19 nella stagione 2012-13.